# Záskalie
Záskalie (em húngaro: Sziklahát) é um município da Eslováquia, situado no distrito de Považská Bystrica, na região de Trenčín. Tem 2,39 km² de área e sua população em 2018 foi estimada em 191 habitantes.

## Demografia
| Ano:        | 1994 | 2004   | 2014   | 2024    |
| ----------- | ---- | ------ | ------ | ------- |
| Broj ljudi: | 194  | 185    | 178    | 223     |
| Razlika:    |      | -4,63% | -3,78% | +25,28% |

| Ano:               | 2023 | 2024   |
| ------------------ | ---- | ------ |
| Número de pessoas: | 215  | 223    |
| Diferença:         |      | +3,72% |